# Kinzweiler
Kinzweiler ist ein nordwestlicher Stadtteil von Eschweiler in der nordrhein-westfälischen Städteregion Aachen und ein Wallfahrtsort mit jahrhundertelanger Tradition: Wallfahrtskirche Zur Mutter vom Guten Rat mit Gnadenbild von 1767. Der Ortsname wird auf einer französischen Landkarte von 1802 „Kinsweiler“ und auf einer preußischen Landkarte von 1846 Kintzweiler geschrieben. Zusammen mit Hehlrath bildet Kinzweiler einen Doppelstadtteil, klar getrennt von der L240 Wardener Straße, welche zwischen Röhe und Warden verläuft.

## Geschichte

### Ortsgeschichte
Kinzweiler gehörte bis 1858 zu Eschweiler, bildete vom 1. Januar 1858 bis zum 31. Dezember 1971 zusammen mit Hehlrath und St. Jöris die aus Eschweiler ausgegliederte Gemeinde Kinzweiler im Landkreis Aachen. Seit dem 1. Januar 1972 gehört Kinzweiler zusammen mit Hehlrath und St. Jöris wieder zu Eschweiler. Bis 1901 wird die 1859 gebildete neue Gemeinde Kinzweiler jedoch noch von Eschweiler mitverwaltet. Die Postleitzahl von 1961 bis 1971 war 5181 Kinzweiler (über Eschweiler). Anfang der 1970er Jahre gab es auch Stimmen, welche die Gemeinde Kinzweiler zusammen mit Hoengen nach Alsdorf eingemeinden wollten.

### Einwohnerentwicklung
| Entwicklung | Jahr  | Einwohner |
| --- | ----- | --------- |
| Hier fehlt eine Grafik, die leider im Moment aus technischen Gründen nicht angezeigt werden kann. Wir arbeiten daran! |       |           |
| 2013 | 1.793 |           |
| 2014 | 1.787 |           |
| 2015 | 1.777 |           |
| 2016 | 1.802 |           |
| Quelle: Werte jeweils zum 31. Dezember des Jahres.                                                                    |       |           |

## Wallfahrtskirche St. Blasius

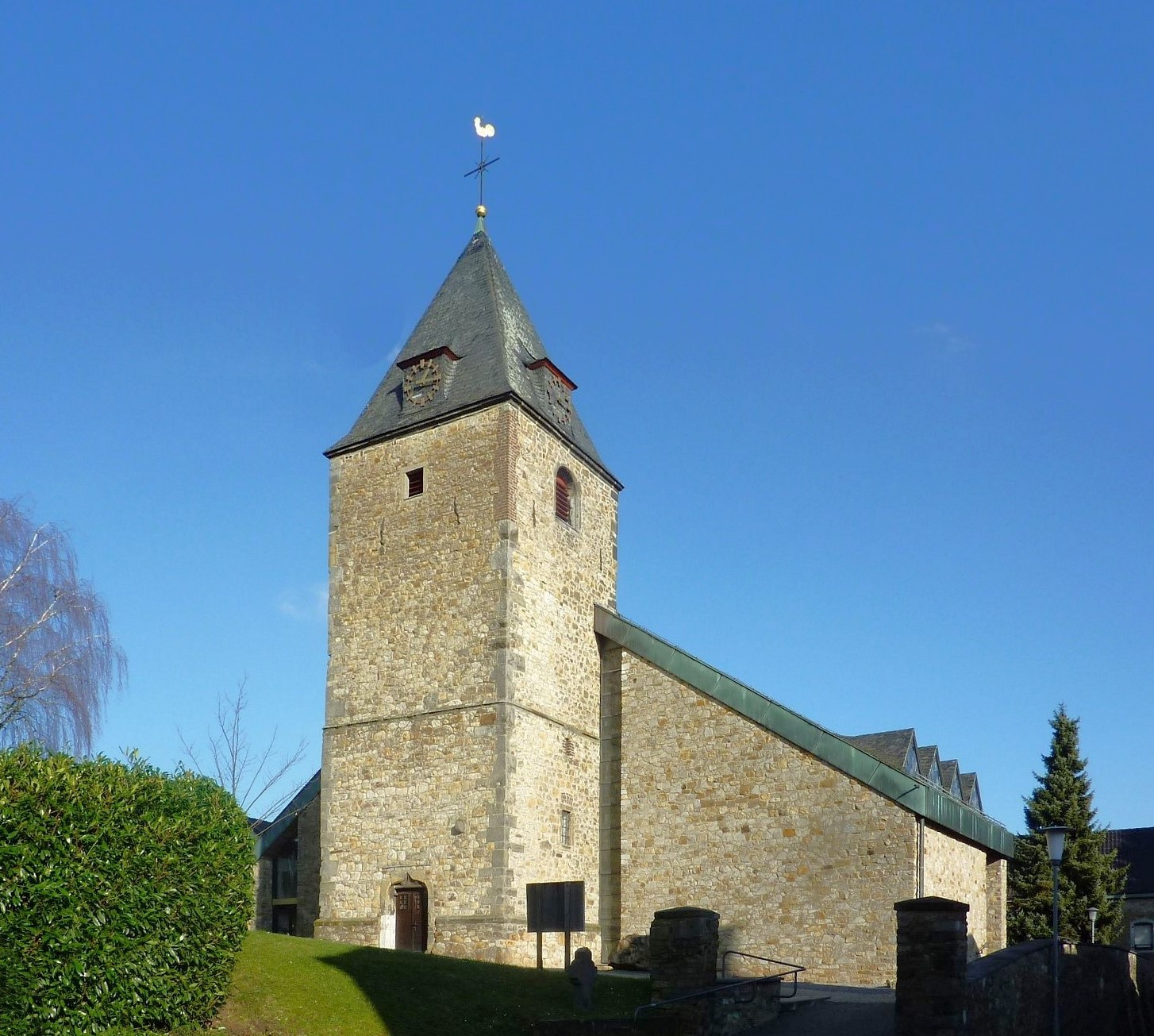
St. Blasius

Die katholische Kirchengemeinde und Pfarrkirche in Kinzweiler ist dem heiligen St. Blasius geweiht und liegt an der Kirchstraße. Um das Jahr 1200 ist der Ort Kinzweiler urkundlich erwähnt, und etwa aus gleicher Zeit stammt das noch in Gebrauch befindliche Taufbecken. Erwähnung findet Kinzweiler bei Albert von Aachen, einem Geistlichen aus Aachen, der die Geschichte des ersten Kreuzzuges niedergeschrieben hat. Ritter Ezelo aus Kinzweiler war selbst bei der Eroberung Jerusalems im Jahre 1099 anwesend. Ezelo aus Kinzweiler wird im 34. Kapitel des ersten Bandes (von zweien) erwähnt. Damit besteht Kinzweiler mindestens schon so lange als Pfarre. Die Beziehung zum Namen des armenischen Märtyrerbischofs Blasius lässt sich nicht mehr ermitteln. Die Kirche ist die einzige Pfarrkirche im Bistum Aachen, die diesem Heiligen gewidmet ist. Der Kirchturm der Pfarrkirche steht laut Inschrift seit 1498.
Wallfahrtsort wurde Kinzweiler 1767 mit dem aus Genazzano/Latium stammenden Gnadenbild der „Mutter Gottes vom Guten Rat“, welches im südlichen Seitenschiff der Kirche hängt. Beliebter Pilgerort wurde zugleich die Kreuzkapelle auf dem Kalvarienberg westlich der Kirche. Die 14 Stationen des Kreuzweges wurden 1915/1916 aufgestellt. Ausbesserungen nach den Kriegsschäden waren bis April 1949 abgeschlossen. 1969/1970 wurde unter Pfarrer Josch die Kirche vergrößert und erheblich umgestaltet. Durch die Umsiedlung benachbarter Ortschaften infolge des Braunkohleabbaus vergrößerte sich ab den 1960er Jahren Kinzweiler und die Pfarre St. Blasius erheblich, jedoch wenig organisch. Geistlicher Höhepunkt ist die jährliche Wallfahrtsoktav in der dritten Osterwoche.

## Verkehr
Die nächsten Autobahnanschlüsse sind „Eschweiler-West (5a)“ auf der A 4 und „Alsdorf (5b)“ auf der A 44.
Die beiden Bushaltestellen „Kambach“ und „Pannesstraße“ werden von der AVV-Linie 28 der ASEAG bedient. Außerdem gibt es noch die ASEAG-Buslinie EW 6, die als Anruflinientaxi an den Haltestellen „Kambach“ und „Pferdegasse“ verkehrt.
| Linie | Verlauf |
| ----- | --- |
| 28    | Alsdorf-Annapark – Schaufenberg – Siedlung Ost – Mariadorf – Hoengen – Warden – Kambach – Kinzweiler – Hehlrath – Röhe – Eschweiler Bushof – Rathaus – Herz-Jesu-Kirche – Weisweiler – Hücheln (– Langerwehe Bf – Langerwehe Schulzentrum) |
| EW6   | Anruflinientaxi: St. Jöris Bf – Kinzweiler – Hehlrath |

Der nächste Bahnhof ist Eschweiler St. Jöris.

## Sehenswürdigkeiten

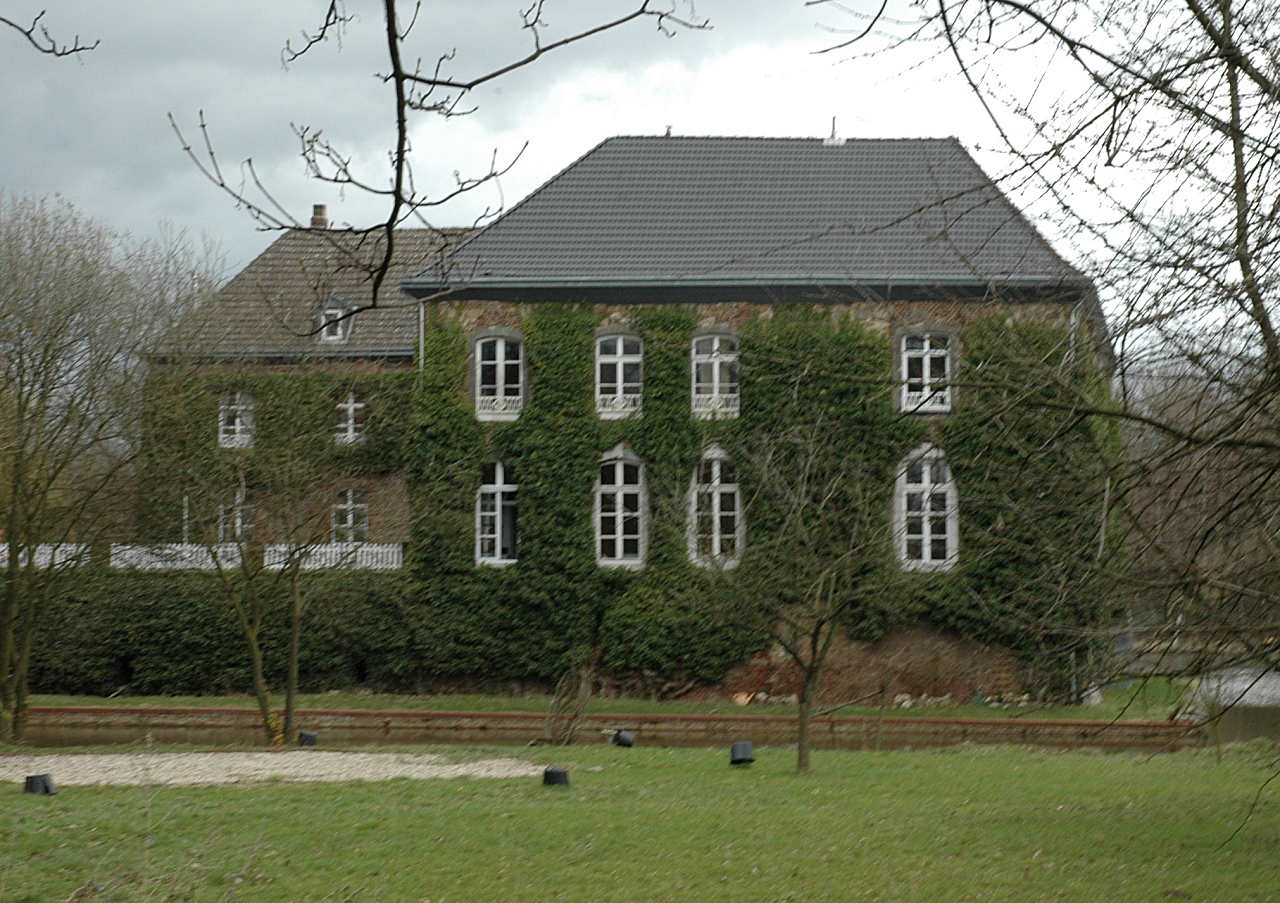
Herrenhaus der Burg Kinzweiler

- Wasserschloss Haus Kambach mit 18-Loch-Golfplatz
- Burg Kinzweiler
- Pannhaus
- Motten
- Kalvarienberg mit 14 Kreuzwegstationen

## Neu-Langweiler

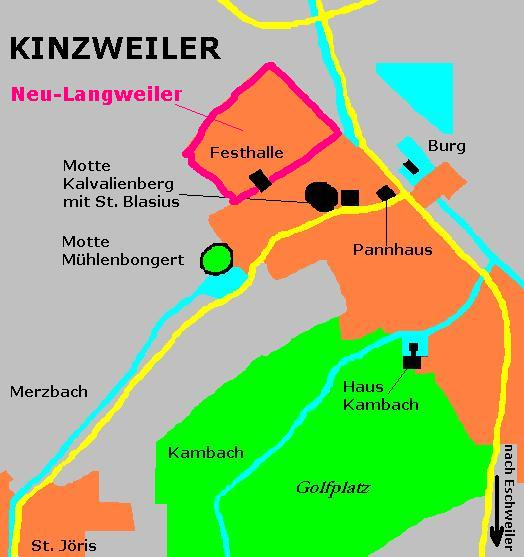
Lageplan: Kinzweiler, Neu-Langweiler und Kambach

Zwischen Kinzweiler und Niedermerz wurden in den 1950er und 1960er Jahren die Orte Langweiler, Laurenzberg, Lürken und Obermerz wegen des Braunkohlentagebaus abgerissen. Die Mehrheit der Langweiler und Obermerzer entschied sich für das Umsiedlungsgebiet nördlich der „Kalvarienbergstraße“ in Kinzweiler. Diesen neuen Ortsteil nannte der Kinzweiler Volksmund Neu-Langweiler (siehe Lageplan). Weitere Informationen finden sich hier.

## Trivia
- Kinzweiler ist Sitz des Löschzugs 21 der Freiwilligen Feuerwehr der Stadt Eschweiler. Zuständig ist der Löschzug vor allem für Kinzweiler selbst, Hehlrath, St. Jöris und die Mülldeponie bei Warden.
- Kinzweiler besitzt einen Trommler- und Pfeifferchor und einen Schützenverein.